# Липов Песак
45°24′ пн. ш. 15°24′ сх. д. / 45.40° пн. ш. 15.40° сх. д.
Липов Песак (хорв. Lipov Pesak) — населений пункт у Хорватії, у Карловацькій жупанії у складі громади Генеральський Стол.

## Населення
Населення за даними перепису 2011 року становило 36 осіб.
Динаміка чисельності населення поселення: